# ウィニペグ川

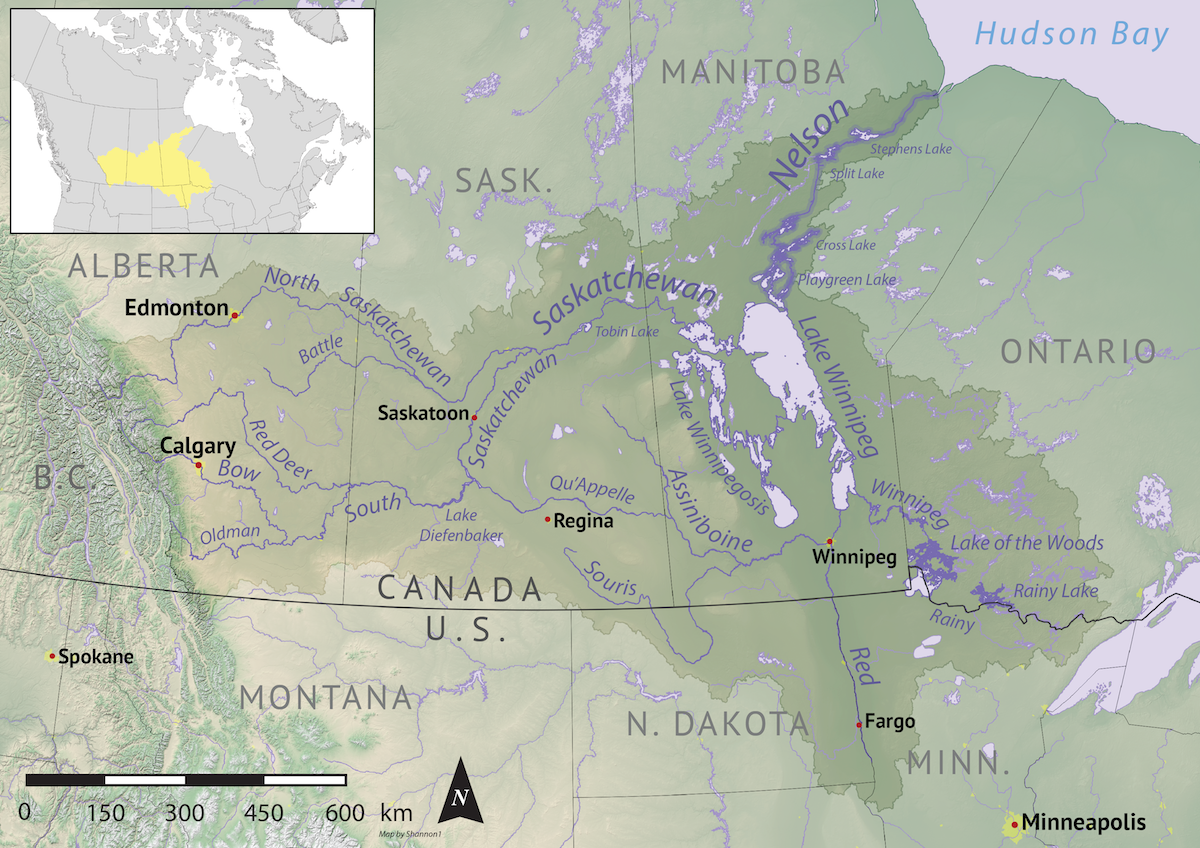
ネルソン川流域の南東部にウィニペグ川が流れる

ウィニペグ川（ウィニペグがわ、Winnipeg River）は、カナダオンタリオ州およびマニトバ州を流れる川である。
オンタリオ州のウッズ湖より流出し、マニトバ州のウィニペグ湖へ注ぐ。最終的には、ネルソン川によりハドソン湾へと注ぐ。河川長は約235kmであり、サスカチュワン川、レッド川と並ぶウィニペグ湖に注ぐ主要河川の一つである。集水面積は150,000km2に達しており、そのうち29,000km2はアメリカのミネソタ州北部に含まれる。
マニトバ州内に5つ、オンタリオ州内に2つの水力発電用ダムを持つ。また、かつては数百年にわたり毛皮貿易路であった。
支流としてブラック・スタージョン川、イングリッシュ川、ホワイトマウス川、マクファーレン川などがある。